# 广西地不容
广西地不容（学名：Stephania kwangsiensis）是防已科千金藤属的植物，是中国的特有植物。分布于中国大陆的云南、广西等地，生长于海拔480米的地区，见于石灰岩地区的石山上，目前尚未由人工引种栽培。